# Tyler Dorsey
Tyler Quincy Dorsey (en grec moderne : Τάιλερ Κουίνσι Ντόρσεϊ), né le 18 février 1996 à Pasadena aux États-Unis, est un joueur greco-américain de basket-ball. Dorsey mesure 1,91 m et joue au poste d'arrière.

## Biographie
Dorsey participe au Championnat du monde des 19 ans et moins en 2015 avec la Grèce. La Grèce termine à la 4e place et Dorsey est nommé dans l'équipe-type de la compétition avec le MVP américain Jalen Brunson et son compatriote Harry Giles, le Croate Marko Arapović et le Turc Furkan Korkmaz.
Dorsey intègre l'équipe universitaire des Ducks de l'université de l'Oregon au début de la saison 2015-2016.
Dorsey s'inscrit à la draft 2016 de la NBA mais abandonne et retourne pour une saison de plus aux Ducks.
En juin 2016, Dorsey est appelé en équipe de Grèce sénior pour la préparation au tournoi préolympique masculin 2016. Il n'est toutefois pas conservé dans l'effectif final qui participe au tournoi.
Les Ducks participent au tournoi final du championnat NCAA de basket-ball 2017. Ils remportent le tournoi midwest et Dorsey est nommé dans la meilleure équipe du tournoi midwest avec deux autres joueurs des Ducks : Jordan Bell et Dillon Brooks, ainsi que deux joueurs des Jayhawks du Kansas : Frank Mason III et Josh Jackson. Les Ducks participent au Final Four mais sont éliminés en demi-finale par les Tar Heels de la Caroline du Nord.
Lors de la draft 2017, il est sélectionné par les Hawks d'Atlanta en 41e position. Il y signe un contrat de deux ans.
Le 7 février 2019, il est envoyé aux Grizzlies de Memphis en échange de Shelvin Mack.
Le 18 août 2019, il signe un contrat d'un an avec le Maccabi Tel-Aviv,.
En août 2021, Dorsey s'engage pour une saison avec l'Olympiakos, club grec participant à l'Euroligue.
En juillet 2022, Dorsey retourne aux États-Unis où il signe un contrat two-way avec les Mavericks de Dallas. Il est coupé fin décembre 2022.
En mars 2023, il rejoint le club turc de Fenerbahçe avec lequel il s'est engagé jusqu'à 2025,. 

## Affaire Judiciaire
En mai 2018, Tyler est arrêté pour conduite en état d'ébriété dans la ville d'Eugene aux États-Unis, dans l'État de l'Oregon.

## Palmarès
- Champion d'Israël 2020, 2021
- Vainqueur de la coupe de Grèce 2022
- Champion de Grèce en 2025